# 田中誠二 (大蔵官僚)
田中誠二（たなか せいじ、1937年4月13日 - ）は日本の大蔵官僚。血液型はA型。東海財務局長、税務大学校長、長野銀行頭取、同行会長などを歴任。

## 来歴
東京都大田区出身。世田谷区立奥沢中学校、東京都立日比谷高等学校、東京大学法学部卒業。1961年4月 大蔵省入省（為替局総務課）。1967年7月 高田税務署長。1984年6月 理財局国有財産総括課長。1985年6月 大臣官房会計課長。1986年6月10日 東海財務局長。1987年6月 税務大学校長。1988年6月 退官。同年7月 船舶整備公団理事。1990年7月 証券保管振替機構常務理事。1993年6月 同機構専務理事。1996年5月 長野銀行顧問。同年6月 同行代表取締役頭取。2010年6月24日 同行代表取締役会長。2012年6月28日 同行相談役。

## 略歴
- 1961年4月：大蔵省入省（為替局総務課）。
- 1963年6月：東海財務局理財部。
- 1964年6月：経済企画庁調整局貿易為替課。
- 1966年4月：大臣官房調査企画課。
- 1967年7月：高田税務署長。
- 1968年7月：証券局企業財務第一課長補佐。
- 1969年8月：証券局業務課長補佐。
- 1972年7月：国税庁長官官房会計課長補佐。
- 1974年7月：大臣官房付（外務研修）。
- 1975年5月：外務省在インドネシア日本大使館一等書記官。
- 1978年4月：外務省在インドネシア日本大使館参事官。
- 1978年7月：総理府国防会議事務局参事官。
- 1979年7月：宮内庁長官官房主計課長。
- 1981年7月：東京国税局調査第一部長。
- 1982年6月：国税庁長官官房企画課長。
- 1983年6月：理財局国有財産第一課長。
- 1984年6月：理財局国有財産総括課長。
- 1985年6月：大臣官房会計課長。
- 1986年6月10日：東海財務局長。
- 1987年6月：税務大学校長。
- 1988年6月：退官。